# Kawasaki Ninja e-1
Die Ninja e-1 ist zusammen mit der Z e-1 das erste voll elektrische Motorrad von Kawasaki.

## Antrieb
Als Antrieb wird ein luftgekühlter, innenliegender Permanentmagnet-Synchronmotor von zwei Ionen-Akkupaketen gespeist. Mit einer Reichweite von 72 Kilometer bei voller Ladung erreicht die Kawasaki Ninja e-1 eine Höchstgeschwindigkeit von 99 km/h.
Die Höchstgeschwindigkeit im ROAD-Modus beträgt 88 km/h (85 km/h für Z e-1), während die Höchstgeschwindigkeit im ECO-Modus auf 64 km/h (62 km/h für Z e-1) begrenzt ist.

## Aussehen
Die Ninja e-1 behält das charakteristische sportliche Design der Ninja-Serie bei, mit einer aerodynamischen Verkleidung, aggressiven Linien und einem markanten Frontscheinwerfer. Sie vermittelt den Eindruck eines klassischen Supersportmotorrads.

## Wissenswertes
Nachdem sie 2023 angekündigt wurde, begann 2024 der Verkauf der Kawasaki Ninja e-1. Mit 12 PS ist sie wie das Schwestermodell Z e-1 speziell für Besitzer der A1-Führerscheinklasse geeignet.

## Kawasaki Ninja e-1 Sport
Die Sport-Variante bietet einen getönten Windschild, ein Tankpad, einen USB-C-Anschluss, eine Displayschutzfolie und eine Sozius-Sitzabdeckung im Gegensatz zur Standard-Variante.